# Leona
Leona – imię żeńskie; żeński odpowiednik imienia Leon, które w starożytnej Grecji funkcjonowało jako zdrobnienie imion dwuczłonowych, zaczynających się lub kończących (jak Pantaleon) członem λεων (leon), pochodzącym albo od słowa oznaczającego po grecku "lud", albo "lew". Już od czasów starożytnych jednak powszechnie uważano to imię za oznaczające "lew". Imię to pojawiło się także u Rzymian, bądź jako zapożyczenie z Grecji, bądź niezależnie.

## Leonaimieninyobchodzi
- 26 stycznia, jako wspomnienie bł. Leona z Saint-Bertin
- 6 lutego, jako wspomnienie św. Leona Karasumaru, męczennika z Nagasaki
- 20 lutego, jako wspomnienie św. Leona Cudotwórcy
- 1 marca, jako wspomnienie św. Leona, wspominanego razem ze śwśw. Abundancjuszem, Donatem i Niceforem
- 14 marca, jako wspomnienie św. Leona z Rzymu
- 11 kwietnia, jako wspomnienie św. Leona z Meulun we Francji
- 19 kwietnia, jako wspomnienie papieża Leona IX
- 22 kwietnia, jako wspomnienie św. Leona, biskupa Sens
- 25 maja, jako wspomnienie św. Leona, opata w Mantenay, nieopodal Troyes
- 12 czerwca, jako wspomnienie papieża Leona III, a także błbł. Leona Nowakowskiego i Leona Wetmańskiego
- 28 czerwca, jako wspomnienie św. Leona z Abruzji
- 30 czerwca, jako wspomnienie św. Leona, subdiakona
- 3 lipca, jako wspomnienie papieża Leona II
- 12 lipca, jako wspomnienie św. Leona, opata z La Cavy
- 17 lipca, jako wspomnienie papieża Leona IV
- 20 lipca, jako wspomnienie św. Leona Ignacego Mangina
- 10 września, jako wspomnienie bł. Leona z Satsumy, towarzysza bł. Ryszarda od św. Anny, wspominanego razem z Sebastianem Kimurą i innymi
- 10 października, jako wspomnienie św. Leona, wspominanego razem ze śwśw. Danielem z Kalabrii i in. towarzyszami
- 10 listopada, jako wspomnienie papieża Leona Wielkiego

## Znane osoby noszące imię Leona
- Leona Zawadzka – polska działaczka oświatowa, współtwórczyni szkolnictwa polskiego przed I wojną światową i w pierwszych latach niepodległości; matka Tadeusza Zawadzkiego "Zośki"
- Leona Lewis – brytyjska piosenkarka